# Joseph Donat Surian
Joseph Donat Surian († 1691) war ein französischer Arzt und Apotheker. Sein offizielles botanisches Autorenkürzel lautet „Surian“.

## Leben
Joseph Donat Surian, Arzt in Marseille, wurde von Michel Bégon zum Leiter einer Expedition ernannt, die im Auftrag von Ludwig XIV. die Pflanzenwelt der  Westindischen Inseln erkunden sollte. Zur Unterstützung in botanischen Fragen engagierte er Charles Plumier. Die Exkursion fand von 1689 bis Anfang 1690 statt und führte nach Martinique und Haiti. Ein Jahr nach der Rückkehr starb Surian.
In den Werken von Nicolas Lémery Traité universel des drogues simples  (Paris, 1698) und Pierre Pomet Droguier curieux, ou catalogue des drogues simples et composées (Paris, 1695 und 1709) werden die von ihm notierten karibischen Bezeichnungen einiger Pflanzenarten zitiert.

## Ehrentaxon
Charles Plumier benannte ihm zu Ehren die Gattung Suriana der Pflanzenfamilie der Surianaceae. Carl von Linné übernahm später diesen Namen.

## Nachweise